# Monica Anisie
Monica-Cristina Anisie (ur. 19 lipca 1973) – rumuńska polityk, nauczycielka i urzędniczka, senator, w latach 2019–2020 minister edukacji narodowej i badań naukowych.

## Życiorys
W 1996 ukończyła studia na wydziale języków obcych Uniwersytetu Bukareszteńskiego. Uzyskała magisterium z zakresu zarządzania w edukacji (2008 w SNSPA) oraz z zakresu integracji europejskiej (2009). W 1994 podjęła pracę w zawodzie nauczycielki języka rumuńskiego. Później zatrudniona w inspektoracie do spraw szkolnictwa w administracji Bukaresztu, m.in. jako zastępczyni głównego inspektora (2009–2011). Powoływana w skład komitetów roboczych resortu edukacji, w latach 2011–2012 była zastępczynią sekretarza generalnego tego ministerstwa. Później do 2014 pełniła funkcję doradczyni do spraw edukacji w administracji prezydenta Traiana Băsescu. W latach 2014–2016 zajmowała dyrektorskie stanowiska w ministerstwie edukacji narodowej i badań naukowych, a od lutego 2016 do stycznia 2017 była sekretarzem stanu w tym resorcie.
Zaangażowała się w działalność polityczną w ramach Partii Narodowo-Liberalnej, w 2019 stanęła na czele PNL w jednym z sektorów Bukaresztu. W listopadzie 2019 nowo powołany premier Ludovic Orban powierzył jej stanowisko ministra edukacji narodowej i badań naukowych. Pozostała na tej funkcji również w utworzonym w marcu 2020 drugim gabinecie dotychczasowego premiera.
W wyborach w tym samym roku została wybrana do Senatu. W grudniu 2020 zakończyła pełnienie funkcji ministra. Z powodzeniem ubiegała się o senacką reelekcję w 2024.